# Faro de Westerheversand
El faro de Westerheversand (en alemán: Leuchtturm Westerheversand) está situado en Westerhever, Schleswig-Holstein, Alemania.

## Historia
Fue construido en 1908 con una torre de hierro fundido de 40 metros de altura, y actualmente se usa a menudo para la celebración de bodas.